# لیدیا شوم
لیدیا شوم (انگلیسی: Lydia Shum; ۲۱ ژوئیهٔ ۱۹۴۵ – ۱۹ فوریهٔ ۲۰۰۸) یک هنرپیشه، کمدین، مجری تلویزیون و خواننده اهل هنگ کنگ بود.
از فیلم‌ها یا مجموعه‌های تلویزیونی که وی در آن‌ها نقش داشته‌است می‌توان به شاد در کنار هم اشاره نمود.